# Beeper
Beeper és una pel·lícula estatunidenca dirigida per Jack Sholder, estrenada el 2002.

## Argument
Mentre assisteix a una convenció a Índia, el fill del Dr. Avery és segrestat. Després de 24 hores de malson, rep un busca-persones (beeper) amb instruccions. Desesperat, Avery viu una jornada infernal en un país estranger.

## Repartiment
- Harvey Keitel: Zolo
- Joey Lauren Adams: Inspector Julia Hyde
- Ed Quinn: Dr. Richard Avery
- Gulshan Grover: Sr. Inspector Vijay Kumar
- Stefan Djordjevic: Sam Avery